# Jarinje
Jarinje je vesnice na severním okraji Kosova, na jejímž severozápadním okraji leží stejnojmenný hraniční přechod mezi Kosovem a Srbskem spravovaný silami Severoatlantické aliance. Administrativně ves náleží pod opštinu Leposavić. V roce 1991 mělo 357 obyvatel. V roce 1971 byla do Jarinja zavedena elektřina a od roku 1992 má město telefonní spojení. První zmínka o vesnici pochází z roku 1327.
V této části Kosova je obyvatelstvo převážně srbské a na hraničním přechodu došlo několikrát k násilným střetům mezi Srby, kteří neuznávají nezávislost Kosova a tedy ani hranici, a příslušníky mezinárodního společenství, kteří přechod spravují. Střety na této hranici medializovaly celé místo; díky nim je jméno Jarinje v srbském (ale též i albánském tisku) často přítomné. K zatím posledním střetům došlo na přechodu v červenci 2011.